# Opération Gumbinnen-Goldap
Batailles
Front de l’Est

Prémices :
- Campagne de Pologne
- Guerre d’Hiver

Guerre germano-soviétique :
- 1941 : L'invasion de l'URSS

- Opération Barbarossa

Front nord : 
- Guerre de Continuation
- Opération Silberfuchs
- Siège de Léningrad

Front central : 
- 2e bataille de Brest-Litovsk
- Bataille de Białystok–Minsk
- 1re bataille de Smolensk
- Bataille de Kiev

Front sud : 
- Siège d'Odessa
- Campagne de Crimée

- 1941-1942 : La contre-offensive soviétique

Front nord : 
- Poche de Demiansk
- Poche de Kholm

Front central : 
- Bataille de Moscou

Front sud : 
- Seconde bataille de Kharkov

- 1942-1943 : De Fall Blau à 3e Kharkov

Front nord : 
- Offensive de Siniavino
- Opération Iskra
- Bataille de Krasny Bor
- Opération Poliarnaïa Zvezda

Front central : 
- Opération Mars

Front sud : 
- Bataille du Caucase (opération Fall Blau)
- Bataille de Stalingrad
- Opération Uranus
- Opération Saturne
- Offensive d'Ostrogojsk-Rossoch
- Offensive de Voronej-Kastornoe
- Opération Gallop
- Opération Étoile
- Troisième bataille de Kharkov

- 1943-1944 : Libération de l'Ukraine et de la Biélorussie

Front central : 
- 2e bataille de Smolensk
- Opération Bagration

Front sud : 
- Bataille de Koursk
- Bataille du Dniepr
- Offensive Dniepr-Carpates
- Offensive de Crimée
- Offensive de Lvov-Sandomir

- 1944-1945 : Campagnes d'Europe centrale et d'Allemagne

Allemagne : 
- Offensive Vistule-Oder
- Offensive de Poméranie orientale
- Siège de Breslau
- Offensive de Prusse-Orientale
- Bataille de Königsberg
- Bataille de Seelow
- Bataille de Bautzen
- Bataille de Berlin
- Capitulation allemande

Front nord et Finlande : 
- Guerre de Laponie
- Offensive Leningrad-Novgorod
- Bataille de Narva

Europe orientale : 
- Opération Margarethe
- Insurrection de Varsovie
- Soulèvement national slovaque
- Opération Panzerfaust
- Bataille de Budapest
- Opération Frühlingserwachen
- Offensive de Vienne
- Insurrection de Prague
- Offensive de Prague
- Bataille de Slivice

Front d’Europe de l’Ouest

Campagnes d'Afrique, du Moyen-Orient et de Méditerranée

Bataille de l’Atlantique

Guerre du Pacifique

Guerre sino-japonaise

Théâtre américain
L'opération Gumbinnen-Goldap (allemand : Gumbinnen-Goldaper Operation, en russe : Гумбиннен-Гольдапская операция) est une opération offensive soviétique de la Seconde Guerre mondiale menée du 16 au 30 octobre 1944. L'opération constitue la première tentative du général Ivan Tchernyakhovski de pénétrer en Prusse-Orientale en franchissant la frontière allemande avec le 3e front biélorusse. L'objectif de percer jusqu'à Königsberg via Gumbinnen n'est pas atteint, mais les troupes soviétiques parviennent néanmoins à occuper la zone frontalière allemande à l'est de Treuburg, en passant par Goldap et Darkehmen, jusqu'à Schirwindt (en).

## Préludes et ordre de bataille
Après le succès de l'opération Bagration et la fin de l'opération Kaunas, les armées du 3e front biélorusse avaient avancé vers la Prusse orientale et pris position au début du mois de septembre 1944 sur la ligne entre Augustów et Vilkaviškis. Sans la 39e armée (commandée par le général Ivan Lioudnikov), qui participait encore à l'opération Memel (une branche de l'offensive de la Baltique) dans la première moitié du mois d'octobre, le front de Tchernyakhovski dispose des 5e, 28e et 31e armées ainsi que de la 11e armée de la Garde, soit un total de 404 500 hommes et 688 chars. Le soutien aérien est assuré par la 1re armée de l'air.
Face au 3e front soviétique, la 4e armée allemande (commandée par le General der Infanterie Hossbach) du groupe d'armées Centre dispose de 5 corps (15 divisions et 2 brigades de cavalerie) au début de l'opération Gumbinnen-Goldap. La frontière de la Prusse orientale est déjà fortifiée en prévision de l'arrivée de l'Armée rouge. Cependant, une part non-négligeables des troupes allemandes sont constituées de divisions de Volksgrenadier, des mobilisés récents, mal équipés, peu entraînés et en sous-effectif.

### Ordre de bataille allemand
Groupe d'armées Centre (Georg-Hans Reinhardt)
- Flanc sud de la 3e Panzerarmee (Erhard Raus)
  - 40e corps de Panzer (Sigfrid Henrici)
  - 9e corps (Rolf Wuthmann)
  - 26e corps (Gerhard Matzky)
- Flanc nord de la 4e armée (général d'infanterie Friedrich Hossbach)
  - 27e corps (Maximilien Felzmann)
  - 41e corps de Panzer (Helmuth Weidling)
  - Fallschirm-Panzerkorps Hermann Göring (Wilhelm Schmalz)
  - 6e corps (Horst Großmann)

### Ordre de bataille soviétique
Troisième front biélorusse (Ivan Tcherniakhovski)
- 11e armée de la Garde (Kouzma Galitskiï (en))
- 5e armée (Piotr Chafranov (en))
- 28e armée (Aleksandr Loutchinskiï (en))
- 39e armée (Ivan Lioudnikov)
- 31e armée (Vassíli Glagólev (en))
- 1re armée aérienne (Timofeï Khrioukine)

## Déroulement

### Offensive soviétique
Le 16 octobre, l'offensive attendue de la 11e armée de la Garde contre l'aile nord de la 4e armée, des deux côtés de la route Vilkaviškis-Gumbinnen, débute à 9h30 par un feu nourri d'artillerie. La dernière phase de la préparation d'artillerie prend fin à 11h00, puis les 8e (ru) et 16e corps de fusiliers de la Garde (ru) passent à l'attaque. Les Soviétiques rencontrent alors une faible résistance de la part des 549e et 561e division de grenadiers dans le secteur de Virbalis, qui se replient rapidement sur des positions plus solides. Là, les Soviétiques sont arrêtés.
La perte de terrain des grenadiers engendre le repli du 26e corps allemand. Malgré cela, les gains territoriaux restent en deçà des espérances soviétiques. Le 18 octobre cependant, les éléments avancés du 11e corps blindé de la Garde franchissent la frontière allemande, dans les environs d'Eydtkuhnen, pour la première fois depuis le début de la guerre. Face à la forte résistance allemande, l'attaque soviétique se concentre désormais davantage sur l'Angrapa.
C'est dans ce contexte que le petit village de Nemmersdorf est capturé par la 25e brigade de chars de la Garde (ru), qui y commet dans les jours suivants un massacre qui produira un effet retentissant dans la presse allemande.

### Contre-offensive allemande
La percée soviétique à Nemmersdorf entraîne la perte de Gumbinnen le 22 octobre. Une contre-offensive est menée conjointement par la 5e division blindée et la division Hermann Göring réussit à en chasser les Soviétiques.
Les troupes d'élite de la Führer Grenadier Brigade rencontrent plus de succès, en recapturant le village de Tellrode. Parallèlement, de très violents combats opposent les Soviétiques aux miliciens sous-entraînés et sous-équipés de la Volkssturm le long de l'Angrapa.

### Constat d'échec
L'arrivée de renforts allemands en Prusse orientale contraint le général Tcherniakhovski à abandonner ses opérations offensives vers Gumbinnen et à reculer d'une quinzaine de kilomètres en attendant des renforts promis par la Stavka.
Quelques offensives limitées continuèrent jusqu'au 26 octobre, avant que l'initiative ne repasse aux Allemands. Des renforts permirent la reprise de Goldap dans les premiers jours de novembre, et le front se stabilisa à la périphérie de la ville.

## Conséquences
Les pertes soviétiques sont très lourdes (16 000 morts et plus de 60 000 blessés), mais elles ont permis de conquérir près de 2 000 km2 de zone frontalière allemande et ont contraint l'armée allemande à dégarnir le front de la Vistule. L'opération Gumbinnen-Goldap se solde par l'entrée de la guerre terrestre sur le territoire allemand, une première depuis 1939. La propagande nazie fait tout pour minimiser ce fait, et dissuade les civils de fuir la région vers le reste de l'Allemagne. Elle exploite également au maximum le massacre de Nemmersdorf, pour exhorter le peuple allemand à la résistance.
Les Soviétiques se servent de l'expérience acquise lors de cette tentative avortée pour conquérir la Prusse orientale en janvier 1945.